# Полянецький Віктор Анатолійович
Поляне́цький Ві́ктор Анато́лійович (нар. 15 жовтня 1951) — український прозаїк і журналіст, член НСЖУ, член Національної спілки письменників України, лауреат кількох літературних премій.

## Біографія
Народився 15 жовтня 1951 року в селі Капітанка Голованівського району Кіровоградської області.
Закінчив Харківський державний інститут культури та філологічний факультет Харківського державного університету імені Каразіна.
Працював директором сільського Будинку культури, актором, редактором заводського радіомовлення, директором літературного музею, журналістом. Нині — головний редактор газети «Южная магистраль» Південної залізниці.
Член Національної Спілки журналістів України, член Національної Спілки письменників України (з 2003).

## Нагороди і почесні звання
- Лауреат премії ім. П. Васильченка;
- Лауреат премії ім. С. Шеврякова;
- Лауреат премії ім. К. Гордієнка;
- Лауреат премії ім. М. Чабанівського;
- Лауреат міжнародної премії фонду Воляників-Швабінських (США).
- Почесний громадянин села Капітанки

## Творчий доробок
Оповідання та новели друкувалися в газетах та часописах в Україні та за кордоном.
Окремими книжками вийшли:
- «З буднів складається життя»;
- «На благо»;
- «Доки серце болить»;
- «За другим каменем»;
- «На гостинах»;
- "З чистої води";
- "Третім часом";
- «Виливали криницю»;
- "Микола Босий"
- "Стрічка на матроському костюмі"
- «Калина вызрела» (переклад російською мовою);
- «Бацьку сустракай» (переклад білоруською мовою);
- "Memoria inimii" (переклад румунською мовою).